# Geogenanthus rhizanthus
Geogenanthus rhizanthus là một loài thực vật có hoa trong họ Commelinaceae. Loài này được (Ule) G.Brückn. mô tả khoa học đầu tiên năm 1926.